# Reacție Sakurai
Reacția Sakurai sau reacția Hosomi-Sakurai este o reacție organică ce are loc între carbon-electrofili (precum o cetonă) și aliltrimetilsilan, fiind catalizată de un acid Lewis tare. Reacția a fost denumită după chimiștii japonezi Akira Hosomi și Hideki Sakurai.